# Chanoz-Châtenay
Chanoz-Châtenay ist eine französische Gemeinde mit 943 Einwohnern (Stand: 1. Januar 2022) im Département Ain in der Region Auvergne-Rhône-Alpes; sie gehört zum Arrondissement Bourg-en-Bresse und zum Kanton Vonnas. Die Einwohner werden Chanoziens genannt.

## Geographie
Chanoz-Châtenay liegt an der Irance am Nordrand der Dombes, etwa 15 Kilometer westsüdwestlich von Bourg-en-Bresse. Umgeben wird Chanoz-Châtenay von den Nachbargemeinden Chaveyriat im Norden und Osten, Condeissiat im Südosten, Neuville-les-Dames im Süden sowie Vonnas im Westen und Nordwesten.

## Bevölkerungsentwicklung
| Jahr                       | 1962 | 1968 | 1975 | 1982 | 1990 | 1999 | 2006 | 2013 | 2020 |
| Einwohner                  | 511  | 475  | 451  | 453  | 476  | 492  | 617  | 756  | 921  |
| Quellen: Cassini und INSEE |      |      |      |      |      |      |      |      |      |

## Sehenswürdigkeiten
- Kirche Saint-Martin
- Burg Châtenay aus dem 11. Jahrhundert, im 15. Jahrhundert wieder errichtet, heutiger Bau weitgehend aus dem 19. Jahrhundert (Monument historique)

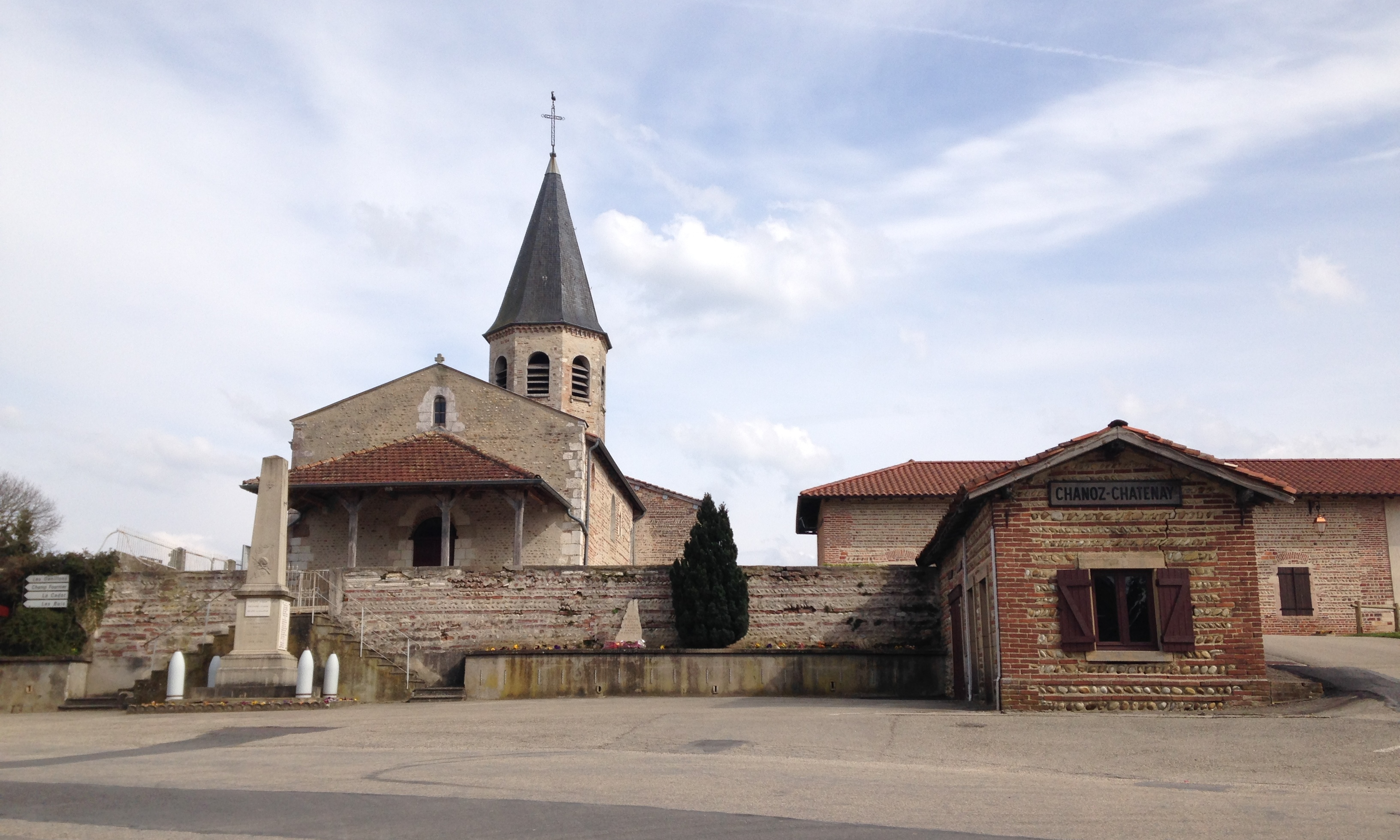
Kirche Saint-Martin
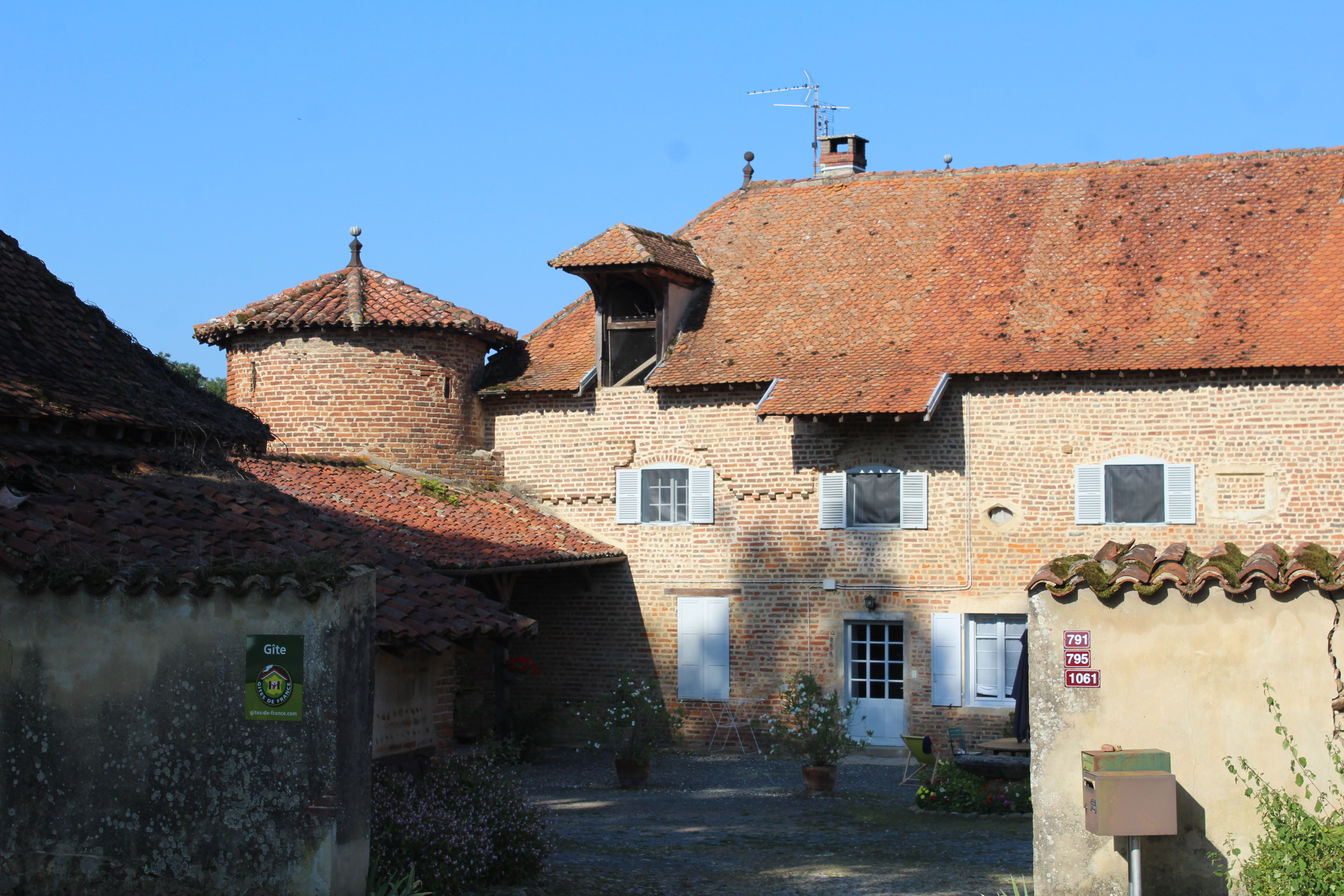
Burg Châtenay